# Rachiplusia virgula
Rachiplusia virgula är en fjärilsart som beskrevs av Blanchard 1852. Rachiplusia virgula ingår i släktet Rachiplusia och familjen nattflyn. Inga underarter finns listade.

## Bildgalleri

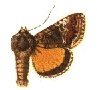